# Corydalis yunnanensis
Corydalis yunnanensis är en vallmoväxtart som beskrevs av Adrien René Franchet. Corydalis yunnanensis ingår i släktet nunneörter, och familjen vallmoväxter. Inga underarter finns listade i Catalogue of Life.